# Erik Prytz
Ernst Erik Prytz, född 19 december 1914 i Linköping, död 27 mars 1993 i Stockholm, var en svensk tecknare, illustratör och målare. 
Prytz var främst tecknare och illustratör, men målade även i olja samt akvarell. Hans teckningar illustrerar bland annat den svenska översättningen av jazzmusikern Milton "Mezz" Mezzrows memoarer Dans till svart pipa utkom 1955 på svenska på Rabén och Sjögrens förlag. Han var gift med Ingrid Hedeby, som var syster till Berit Hedeby och Kerstin Hedeby. Han är begravd på Skogskyrkogården i Stockholm.

## Priser och utmärkelser
- 1980 – Knut V. Pettersson-stipendiet